# Maria Spena
Maria Spena, née le 24 mars 1962 à Naples (Italie), est une enseignante et femme politique italienne.

## Biographie
Maria Spena naît le 24 mars 1962 à Naples. Elle est diplômée en droit.
Elle est militante du parti Forza Italia à partir de 1994.
Spena est élue députée Forza Italia dans la circonscription Latium 1 lors des élections générales de 2018.